# Powiat Sátoraljaújhely
Powiat Sátoraljaújhely (węg. Sátoraljaújhelyi járás) – jeden z piętnastu powiatów komitatu Borsod-Abaúj-Zemplén na Węgrzech. Siedzibą władz jest miasto Sátoraljaújhely.

## Miejscowości powiatu Sátoraljaújhely
- Alsóregmec
- Bózsva
- Felsőregmec
- Filkeháza
- Füzér
- Füzérkajata
- Füzérkomlós
- Füzérradvány
- Hollóháza
- Kishuta
- Kovácsvágás
- Mikóháza
- Nagyhuta
- Nyíri
- Pálháza
- Pusztafalu
- Sátoraljaújhely
- Vágáshuta
- Vilyvitány